# Абалах
Абала́х — озеро в Республіці Саха, Росія.
Озеро розташоване в Мегіно-Кангалаському районі, за 100 км на схід від Якутська. На березі смт Нижній Бестях.
Пересічні температури біля водойми січня −43 °C, липня +19 °C. Опадів випадає приблизно 200 мм за рік, головним чином влітку.
Озеро є відомим бальнеогрязевим курортом. Основні природні лікувальні фактори — сульфідна мулова грязь та хлоридно-гідрокарбонатна натрієва ропа озера. Грязеві аплікації та ропові ванни застосовують для лікування захворювань органів руху та опору, нервової системи та гінекології.